# 키엘트 나위스
키엘트 나위스(네덜란드어: Kjeld Nuis, 네덜란드어 발음: [kjɛlt nœys], 1989년 11월 10일~)는 네덜란드의 스피드스케이팅 선수이다. 2018년 동계 올림픽 스피드스케이팅 남자 1000m와 1500m에서 금메달을 획득하였다. 2022년 동계 올림픽에서는 남자 1500m에서 금메달 획득, 해당 종목 2연패를 기록하였다.

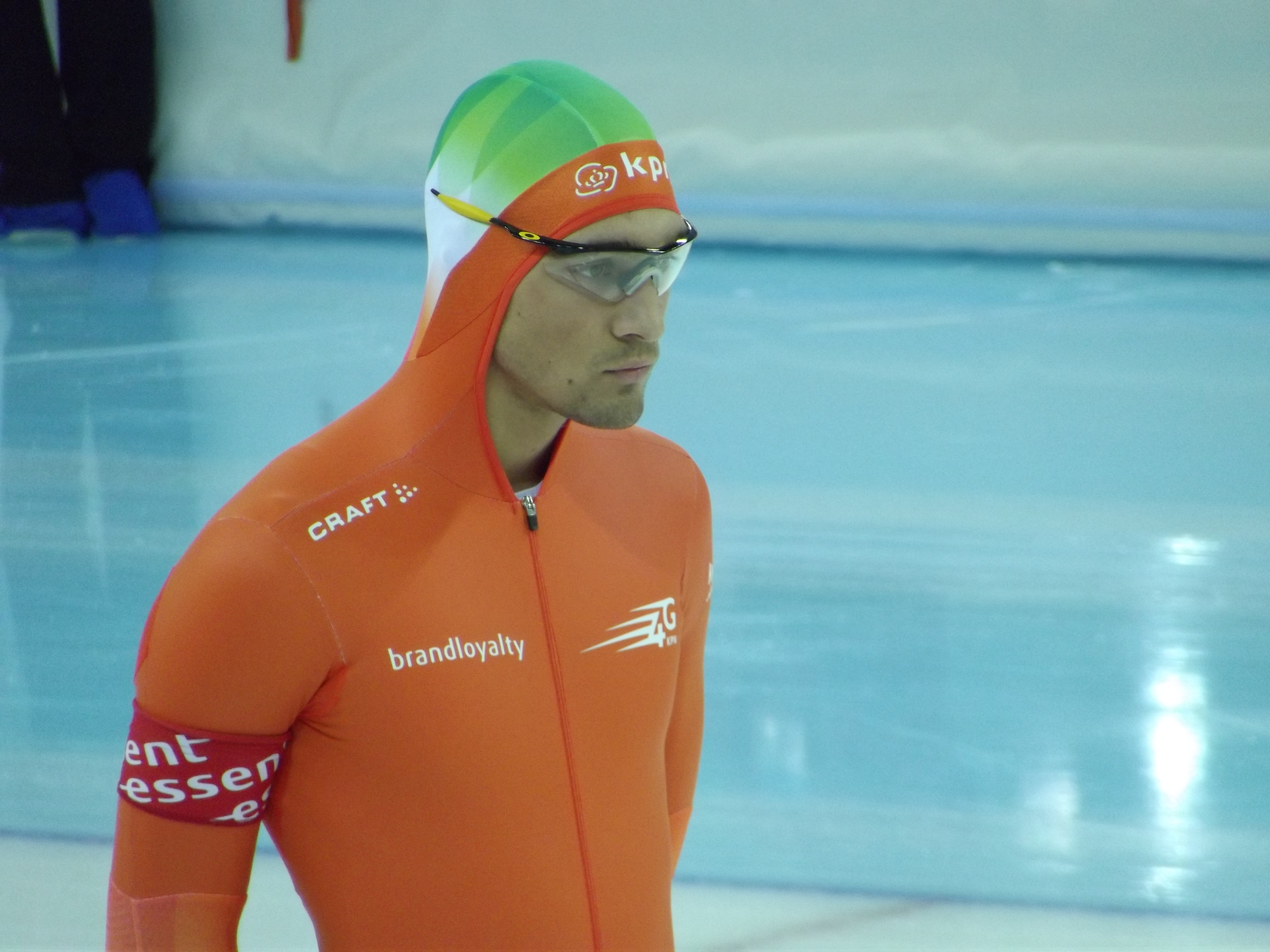
2013년 세계 종목별 선수권 대회 당시의 나위스